# تینو ادلمن
تینو ادلمن (انگلیسی: Tino Edelmann; ۱۳ آوریل ۱۹۸۵ – ) اسکی‌باز صحرانوردی اهل آلمان بود.